# Maple Cross (Band)
Maple Cross ist eine finnische Thrash-Metal-Band aus Jääli, die im Jahr 1985 unter dem Namen Ace gegründet wurde, sich nach 1994 auflöste und im Jahr 2000 wieder zusammenfand.

## Geschichte

### Gründung & Auflösung
Die Band wurde im Jahr 1985 unter dem Namen Ace gegründet und bestand aus den Gitarristen Marko Siekkinen und Ilkka Heino, Schlagzeuger Ville Hyry, Bassist Mika Karppinen und Sänger Petri Puolitaival. Zusammen nahmen sie ihr erstes Demo Sacred to the Memory of Ace auf. Etwa zur selben Zeit nannten sie sich in Maple Cross um. Sänger Puolitaival verließ die Band und wurde durch Marco R. Järkkä ersetzt. Ende des Jahres 1988 nahm die Band ihr zweites Demo Thirteen Witches...But One of Them in den Soundmix Studios auf. Kurz nach der Veröffentlichung wurde Mika Karppinen durch Bassist Nico Christian ersetzt.
In den folgenden Monaten folgten Touren und die Entwicklung von neuen Liedern, woraus gegen Ende 1989 das dritte Demo Sacrificed Humanity resultierte. Auf dem Demo war erstmals auch ein Saxophon zu hören. Es folgten weitere Touren und Arbeiten an neuen Stücken, bis das Demo The Fourth and Last 1990 veröffentlicht wurde. Auf diesem Album waren neben den üblichen Instrumenten ein Saxophon, ein Piano und eine Mundorgel zu hören. Infolgedessen hielt die Band Touren durch Finnland, sowie durch Dänemark. Im Jahr 1991 wurde das selbstfinanzierte Debütalbum The Eighth Day of Creation veröffentlicht. Im Sommer erschien das Demo 5th for Us, das aber nicht für die Öffentlichkeit bestimmt war. Erst im Sommer 1993 wurde ein weiteres öffentliches Demo namens Uncontrolled Art veröffentlicht. Im Jahr 1994 folgte ein weiteres Demo namens Cool Maggots. Nach der Veröffentlichung ging die Band noch für einige Jahre auf Tour, bis sie sich schließlich auflöste. Die Band hatte bis zu diesem Zeitpunkt Auftritte zusammen mit Bands wie Darkthrone, Prestige, Mengele, A.R.G., Invocator, Hybrid Children, Waltari und Backyard Babies.

### Neugründung
Gegen Ende des Jahres 2000 fand die Band wieder zusammen. Die Gruppe bestand dabei aus den Gitarristen Late TT und Sami Siekkinen, Sänger Marco R. Järkkä und Bassist Ollari. Etwas später wurde mit Aki Karppinen auch ein passender Schlagzeuger gefunden. Im Sommer 2001 spielte sie das erste Mal zusammen. Zusammen begannen sie mit den Arbeiten zum Album Next Chapter, woraus die ersten beiden Promo-Demos entstanden. Im Sommer 2002 folgten einige Auftritte. Danach schrieb die Band weiter an neuem Material, sodass am 24. Januar 2003 die Aufnahmen zum Album begannen. Der Name Next Chapter stammte von Ex-Schlagzeuger Ville Hyry und wurde im selben Jahr veröffentlicht. Den Rest des Jahres folgten Touren durch Finnland und Großbritannien, sowie das Filmen eines Musikvideos zum Lied Au Revoir.
Danach verließ Bassist Ollari die Band, dem kurze Zeit später die Gitarristen Late TT und Sami Siekkinen folgten. Als neue Gitarristen kamen Avather und Juha Henttunen zur Besetzung, als neuer Bassist kam Sami zur Band. Im Jahr 2004 folgten weitere Touren durch Finnland und Großbritannien. Im August spielte die Band auf dem Jalometalli Festival, was der letzte Auftritt für Schlagzeuger Aki Karppinen war. Er wurde durch Ilkka Leskelä ersetzt. Kurz darauf verließ Bassist Sami die Band wieder und wurde durch Joni Lehto ersetzt. Danach folgten weitere Auftritte, unter anderem als Vorband für Cannibal Corpse. Nach einem Auftritt im November legte die Band eine Pause ein. Mitte Dezember fand die Band wieder zusammen, wobei Avather seinen Ausstieg bekannt gab und durch Sami Siekkinen ersetzt wurde. Zusammen arbeiteten sie an neuem Material, woraus das neue Album Heimo entstand, das im Jahr 2007 veröffentlicht wurde.

## Stil
Die Band spielt klassischen Thrash Metal, wobei auch vereinzelt Einflüsse aus dem Crossover hörbar sind. Als Vergleich werden hierfür Bands wie Suicidal Tendencies und Dirty Rotten Imbeciles genannt.

## Diskografie
- Sacred to the Memory of Ace (Demo, 1988, Eigenveröffentlichung)
- Thirteen Witches... But One of Them (Demo, 1988, Eigenveröffentlichung)
- Sacrificed Humanity (Demo, 1989, Eigenveröffentlichung)
- The Fourth and Last Demo (Demo, 1990, Eigenveröffentlichung)
- The Eighth Day of Creation (Album, 1991, Eigenveröffentlichung)
- 5th for Us (Demo, 1992, Eigenveröffentlichung)
- Uncontrolled Art (Demo, 1993, Eigenveröffentlichung)
- Cool Maggots (Demo, 1994, Eigenveröffentlichung)
- Promo 1 (Demo, 2002, Eigenveröffentlichung)
- Promo 2 (Demo, 2002, Eigenveröffentlichung)
- Next Chapter (Album, 2003, Verikauha Records)
- Creatures from the North (Split mit National Napalm Syndicate und Sacred Crucifix, 2005, Verikauha Records)
- Journey of a Wolf (Single, 2006, Verikauha Records)
- Heimo (Album, 2007, Verikauha Records)